# Maxis Communications
Maxis Communications Berhad è un fornitore di servizi di telefonia in Malaysia.
Viene fondata nel 1995. Usa il prefisso 012, 0142 e 017. I loro servizi sono forniti  tra una frequenza di 900 e 1800 MHz nella banda GSM e 2100 MHz banda UMTS.

## Concorrenti
Maxis è il più grande operatore in Malaysia, e compete con Telekom Malaysia, Celcom e DiGi.